# Lotario Udo I della marca del Nord
Lotario Udo I (994 circa – 7 novembre 1057) fu margravio della marca del Nord dal 1056 alla morte e conte di Stade (come Lotario Udo II) dal 1037 alla morte.

## Biografia
Lotario Udo era l'unico figlio di Sigfrido II, conte di Stade, e di Adele di Alsleben, figlia di Gerone, conte di Alsleben. Nel 1037 successe al padre come conte di Stade, di Largau, di Steiringgau, di Schwabengau e di Hochseegau e come vogt di Heeslingen e dell'area vasta Alsleben, territori e cariche riuniti durante il primo terzo dell'XI secolo. Lotario Udo è il primo margravio della cosiddetta dinastia degli Odoniani.
Lotario entrò in conflitto con gli arcivescovi di Brema Adalbrando e Adalberto di Brema, circa la giurisdizione ecclesiastica della sua contea. Nel 1052/1053, uccise suo cugino Egberto Elsdorf-Stade, ed ereditò le sue terre. Nel 1051 Guglielmo divenne margravio della marca del Nord. Alla testa di truppe sassoni, subì una sconfitta e morì nel 1056 contro i Liutizi slavi nella battaglia di Pritziawa. Lotario Udo fu quindi nominato margravio dall'imperatore Enrico III il Nero, il quale morì lo stesso anno. Questa promozione venne contestata da Ottone, figlio illegittimo di Bernardo II, e Lotario venne ucciso dai sostenitori di Ottone a Neindorf sul Selke mentre stava conducendo una spedizione di rappresaglia contro gli slavi. Il suo governo nella marca durò appena qualche mese.
A Lotario Udo I succedette il figlio e omonimo, che divenne margravio della marca del Nord e conte di Stade. Dopo la morte di Lotario Udo I, il figlio e successore decise di vendicarlo cercando di uccidere coloro che parteciparono all'omicidio, tra cui il suo fratellastro Egberto. Ottone, istigatore dell'omicidio di Lotario Udo I, fu ucciso in uno scontro vicino a Hausneindorf nell'estate del 1058.

## Matrimonio e figli
Lotario Udo I sposò Adelaide, contessa di Oeningen, figlia del conte Cuno di Oeningen. Essi ebbero un figlio:
- Lotario Udo II, margravio della marca del Nord e conte di Stade.

Lotario poi sposò Ida d'Elstorf († 1052), figlia di Liudolfo, margravio di Frisia, figlio di Gisella di Svevia, fratellastro di Enrico III del Sacro Romano Impero e di Gertrude di Braunschweig, sorella di papa Leone IX della stirpe degli Eticonidi. Essi ebbero due figli:
- Oda di Stade, che sposò Sviatoslav II Yaroslavich, Gran Principe di Kiev[2]. Sembra che Oda sia l'artefice del matrimonio di suo nipote Enrico I della marca del Nord con Adelaide di Kiev.
- Egberto, assassinato dal fratellastro Lotario Udo II a Wickstadt, vicino a Elstorf.

## Ascendenza
|                                    |                      |                         | Genitori                |  |  | Nonni |  |  | Bisnonni            |  |  | Trisnonni          |  |
|                                    |                      |                         |                         |  |  |       |  |  | Lotario II di Stade |  |  | Lotario I di Stade |  |
|                                    |                      |                         |                         |  |  |       |  |  | Lotario II di Stade |  |  | Lotario I di Stade |  |
|                                    |                      | …                       |                         |  |  |       |  |  | Lotario II di Stade |  |  |                    |  |
| Enrico I di Stade                  |                      |                         |                         |  |  |       |  |  | Lotario II di Stade |  |  |                    |  |
|                                    |                      | Swanhild di Sassonia    | …                       |  |  |       |  |  |                     |  |  |                    |  |
|                                    |                      | Swanhild di Sassonia    | …                       |  |  |       |  |  |                     |  |  |                    |  |
|                                    |                      | Swanhild di Sassonia    | …                       |  |  |       |  |  |                     |  |  |                    |  |
| Sigfrido II di Stade               |                      | Swanhild di Sassonia    |                         |  |  |       |  |  |                     |  |  |                    |  |
|                                    |                      | Odo di Wetterau         | …                       |  |  |       |  |  |                     |  |  |                    |  |
|                                    |                      | Odo di Wetterau         | …                       |  |  |       |  |  |                     |  |  |                    |  |
|                                    |                      | Odo di Wetterau         | …                       |  |  |       |  |  |                     |  |  |                    |  |
| Giuditta di Wetterau               |                      | Odo di Wetterau         |                         |  |  |       |  |  |                     |  |  |                    |  |
|                                    |                      | Cunegonda di Vermandois | Erberto I di Vermandois |  |  |       |  |  |                     |  |  |                    |  |
|                                    |                      | Cunegonda di Vermandois | Erberto I di Vermandois |  |  |       |  |  |                     |  |  |                    |  |
|                                    |                      | Cunegonda di Vermandois | Liutgarda               |  |  |       |  |  |                     |  |  |                    |  |
| Lotario Udo I della marca del Nord |                      | Cunegonda di Vermandois |                         |  |  |       |  |  |                     |  |  |                    |  |
|                                    | Sigfrido di Alsleben | Tietmaro di Merseburgo  |                         |  |  |       |  |  |                     |  |  |                    |  |
|                                    | Sigfrido di Alsleben | Tietmaro di Merseburgo  |                         |  |  |       |  |  |                     |  |  |                    |  |
|                                    | Sigfrido di Alsleben | Ildegarda               |                         |  |  |       |  |  |                     |  |  |                    |  |
| Gerone di Alsleben                 | Sigfrido di Alsleben |                         |                         |  |  |       |  |  |                     |  |  |                    |  |
|                                    |                      | Hathui                  | Wichmann I il Vecchio   |  |  |       |  |  |                     |  |  |                    |  |
|                                    |                      | Hathui                  | Wichmann I il Vecchio   |  |  |       |  |  |                     |  |  |                    |  |
|                                    |                      | Hathui                  | …                       |  |  |       |  |  |                     |  |  |                    |  |
| Adele di Alsleben                  |                      | Hathui                  |                         |  |  |       |  |  |                     |  |  |                    |  |
|                                    |                      | …                       | …                       |  |  |       |  |  |                     |  |  |                    |  |
|                                    |                      | …                       | …                       |  |  |       |  |  |                     |  |  |                    |  |
|                                    |                      | …                       | …                       |  |  |       |  |  |                     |  |  |                    |  |
| Adela                              |                      | …                       |                         |  |  |       |  |  |                     |  |  |                    |  |
|                                    |                      | …                       | …                       |  |  |       |  |  |                     |  |  |                    |  |
|                                    |                      | …                       | …                       |  |  |       |  |  |                     |  |  |                    |  |
|                                    |                      | …                       | …                       |  |  |       |  |  |                     |  |  |                    |  |
|                                    |                      | …                       |                         |  |  |       |  |  |                     |  |  |                    |  |